# Samia borneensis
Samia borneensis är en fjärilsart som beskrevs av Hans Rebel 1926. Samia borneensis ingår i släktet Samia och familjen påfågelsspinnare. Inga underarter finns listade.